# 伊号高速艇
| 伊号高速艇         | 伊号高速艇                                              |
| ------------------ | ------------------------------------------------------- |
| 画像をアップロード |                                                         |
| 艦級概観           |                                                         |
| 艦種               | 高速輸送艇                                              |
| 艦名               | -                                                       |
| 前級               | -                                                       |
| 次級               | -                                                       |
| 要目               |                                                         |
| 排水量             | 95トン                                                  |
| 全長               | 33.0m                                                   |
| 全幅               | 5.5m                                                    |
| 吃水               | 4.0m（満載）                                            |
| 機関               | 98式水冷式航空機用ガソリンエンジン 800馬力 3基          |
| 速力               | 25ノット以上                                            |
| 航続距離           | 25ノットで1,000海里                                     |
| 乗員               | 15名（操縦要員）、13名（兵装要員）                      |
| 兵装               | 四式37mm舟艇砲1基 四式双連20mm機関砲2基 爆雷投下軌条2条 |
| ソナー             | ら号装置（簡易ソナー）                                  |
| 同型艇             | 数十隻                                                  |

伊号高速艇（いごうこうそくてい）は、大日本帝国陸軍が建造・運用した高速輸送艇。五式高速輸送艇とも呼ばれる。前線への物資輸送を目的として太平洋戦争中に建造された。

## 概要
日本陸軍は1943年（昭和18年）頃から、敵制海権下・制空権下での物資輸送を目的とした輸送艦艇や護衛艦艇の開発計画を海軍とは別に進めていた。伊号高速艇はそのうちの一つである。やや大型の魚雷艇形式の合板製船体を持つ高速輸送艇であり、船倉に積載された25tの物資をマニラロープで数珠つなぎにし、目的地付近で海面に投下した後、反転帰投するという運用が行われていた。
数十隻が量産されており、約30隻が船舶司令部隷下の高速輸送第1大隊を構成し、各方面で若干の輸送任務に従事していた。